# USSD-Codes
GSM-USSD-Codes (Unstructured Supplementary Service Data) sind Service- und Steuerbefehle im GSM-Mobilfunknetz, die aus einer Folge von Sternen (*), Doppelkreuzen (#) und Ziffern bestehen. Diese zwölf Zeichen sind auf jeder Tastatur hinterlegt und generieren die entsprechenden Frequenzen beim Wählvorgang (siehe Mehrfrequenzwahlverfahren). Die Steuerbefehle für das Mobilfunknetz müssen zum Abschluss noch mit dem „grünen Hörer“ abgesetzt werden.

## Zweck
Mit USSD-Codes sind diverse Einstellungen im Wirknetz und auf der SIM-Karte änderbar. Ein Mobilfunkanschluss kann damit individuell konfiguriert werden, dies gilt insbesondere für Weiterleitungen und das Verhalten der Mailbox.

## Unterschiede der Anbieter
USSD-Codes funktionieren bei jedem Mobiltelefon ähnlich – ein deutlicher Vorteil gegenüber der Steuerung derselben Funktionen vom Befehls-Menü aus: Die Menüs vieler Mobiltelefone sind unterschiedlich. Zudem erlauben Menü-Einträge auch nicht immer die Nutzung aller GSM-Funktionen, die über Codes erreichbar sind.
Welche Dienste und Einstellungen im Netz geändert werden können, wird durch das Aktivierungsprofil der SIM-Karte bestimmt; diese sind je nach Netzbetreiber unterschiedlich.
Bei gewissen Anbietern sind Funktionen, die zum USSD-Standard-Repertoire gehören, gar nicht implementiert; stattdessen werden sie per kostenfreier SMS-Abfrage getätigt.

## Verfügbarkeit bei den Anbietern
Die Verfügbarkeit und Funktion von USSD-Codes kann bei Prepaid-Karten im Vergleich zu Postpaid-Karten unterschiedlich sein. Die Codes sind an einen dedizierten GSM-Dienst im HLR gekoppelt, der frei konfigurierbar oder fix aktiviert wurde. Dieser Unterschied kann dazu führen, dass bei gewissen Mobilfunknetzbetreibern die Prepaid-Kunden Funktionen wie „anklopfen“ oder „Klingelzeitverlängerung“ nicht geändert werden können, da die Rufumleitung auf den Anrufbeantworter bei diesen fix eingestellt ist.

## Netz-Einbuchung
USSD-Codes funktionieren nur bei direkter Einbuchung im eigenen Netz. Ist das Gerät über WiFi-Calling im Netz eingebucht, funktionieren USSD-Codes oftmals nicht. Auch über Roaming sind nicht immer alle USSD-Codes verfügbar.

## Code-Tabelle (Auswahl)
Bei manchen Mobiltelefonen werden die folgenden Befehle bereits mit der abschließenden Doppelkreuz-Taste abgeschickt. Im Regelfall startet man erst mit der Wählen-Taste den Funktionsabruf. Nicht jeder Code wird von jedem Anbieter bzw. jedem Tarif unterstützt. Antworten erscheinen meist direkt auf dem Display, können aber auch in Form einer SMS eintreffen.
| Code | Funktion                                                                                         | Bemerkung | Einschalten                          | Ausschalten                          | Status abfragen                      | Beispiel |
| ---- | ------------------------------------------------------------------------------------------------ | --- | ------------------------------------ | ------------------------------------ | ------------------------------------ | --- |
| 0000 | Versionsnummer anzeigen                                                                          | |                                      |                                      | *#0000#                              | |
| 002  | alle Umleitungen                                                                                 | bedingte und absolute |                                      | #002#                                |                                      | |
| 004  | alle bedingten Umleitungen                                                                       | besetzt, nicht erreichbar, nicht melden |                                      | #004#                                |                                      | **004*333**15# leitet alle Anrufe an eine h-Mailbox, wenn das Mobiltelefon nicht eingebucht ist, besetzt ist oder 15 Sekunden ergebnislos klingelt.                                                    |
| 03   | Passwort für Sperren ändern                                                                      | | **03*330*altes PW*neues PW*neues PW# | **03*330*altes PW*neues PW*neues PW# | **03*330*altes PW*neues PW*neues PW# | |
| 04   | PIN ändern                                                                                       | | **04*alte PIN*neue PIN*neue PIN#     | **04*alte PIN*neue PIN*neue PIN#     | **04*alte PIN*neue PIN*neue PIN#     | |
| 042  | zweite PIN ändern                                                                                | Nur mit Phase-2-SIM möglich | **042*alte PIN2*neue PIN2*neue PIN2# | **042*alte PIN2*neue PIN2*neue PIN2# | **042*alte PIN2*neue PIN2*neue PIN2# | |
| 05   | neue PIN mittels PUK                                                                             | | **05*PUK*neue PIN*neue PIN#          | **05*PUK*neue PIN*neue PIN#          | **05*PUK*neue PIN*neue PIN#          | |
| 052  | neue zweite PIN mittels PUK                                                                      | Nur mit Phase-2-SIM möglich | **052*PUK*neue PIN2*neue PIN2#       | **052*PUK*neue PIN2*neue PIN2#       | **052*PUK*neue PIN2*neue PIN2#       | |
| 06   | Gerätenummer (IMEI) auslesen                                                                     | Reine Gerätefunktion; die Information erscheint direkt ohne Drücken der Verbinden-Taste; es geht kein Code ins Netz |                                      |                                      | *#06#                                | |
| 100  | Prepaid-Guthaben anzeigen                                                                        | bei Telekom, Vodafone, E-Plus, Aldi-Talk, NettoKOM |                                      |                                      | *100#                                | |
| 100  | eigene Rufnummer anzeigen                                                                        | bei UNITEL TMAIS (CV) |                                      |                                      | *100#                                | |
| 101  | Prepaid-Guthaben anzeigen                                                                        | bei Telekom (T-Mobile), O2 |                                      |                                      | *101#                                | |
| 102  | Guthaben- bzw. Aktivitäts-Zeitfenster anzeigen                                                   | bei O2, Aldi-Talk, NettoKOM |                                      |                                      | *102#                                | |
| 102  | Kosten letzter abgehender Anruf/SMS                                                              | bei Vodafone |                                      |                                      | *102#                                | |
| 103  | eigene Rufnummer anzeigen                                                                        | bei Orange.sn, Aldi-Talk |                                      |                                      | *103#                                | |
| 103  | Prepaid-Guthaben aufladen                                                                        | bei Blau, Phonic, Türk Telecom, Netzclub, O2 | *103*16-stelliger-Aufladecode#       | *103*16-stelliger-Aufladecode#       | *103*16-stelliger-Aufladecode#       | Den Aufladecode vom Kassenbon entsprechend einsetzen, bspw.: *103*2436155282316483# |
| 104  | Prepaid-Guthaben aufladen                                                                        | bei Aldi-Talk (MEDIONmobile), NettoKOM | *104*16-stelliger-Aufladecode#       | *104*16-stelliger-Aufladecode#       | *104*16-stelliger-Aufladecode#       | Den Aufladecode vom Kassenbon entsprechend einsetzen, bspw.: *104*2436155282316483# |
| 105  | Prepaid-Bonus-Guthaben anzeigen                                                                  | bei O2 |                                      |                                      | *105#                                | |
| 106  | Prepaid-Guthaben anzeigen                                                                        | bei Vodafone |                                      |                                      | *106#                                | |
| 109  | Anfrage, ob Sunrise- oder Fremdnetz                                                              | bei Sunrise |                                      |                                      | *109*Rufnummer#                      | zeigt an, ob z. B. 076 000 00 00 eine Sunrise-Mobilnummer ist. |
| 121  | Prepaid-Guthaben anzeigen                                                                        | bei Sunrise |                                      |                                      | *121#                                | |
| 121  | Prepaid-Guthaben anzeigen                                                                        | bei Salt |                                      |                                      | #121#                                | |
| 122  | Eigene Rufnummer anzeigen                                                                        | bei Sunrise |                                      |                                      | *122#                                | |
| 123  | Prepaid-Guthaben anzeigen                                                                        | bei JAZZTEL (ES) |                                      |                                      | #123#                                | |
| 123  | Prepaid-Guthaben anzeigen                                                                        | bei UNITELTMAIS (CV) |                                      |                                      | *123#                                | |
| 130  | Prepaid-Guthaben anzeigen                                                                        | bei Swisscom |                                      |                                      | *130#                                | |
| 131  | Prepaid-Guthaben aufladen                                                                        | bei Sunrise – Aufladenummer (auf Kassabon) 16-stellig |                                      |                                      | *131*Aufladenummer#                  | |
| 135  | Eigene Rufnummer anzeigen                                                                        | bei T-Mobile D und 1&1 5G |                                      |                                      | *135#                                | |
| 140  | Verbrauchsübersicht & Tarif vom Vertrag anzeigen                                                 | bei O2 |                                      |                                      | *140#                                | |
| 21   | absolute Umleitung aller Rufe                                                                    | Einschalten der alten Umleitung **21# | **21*Rufnummer#                      | ##21#                                | *#21#                                | |
|      |                                                                                                  | **21*Rufnummer# registriert die Rufnummer und aktiviert die Umleitung, die dann per #21# deaktiviert bzw. mit *21# abgefragt werden kann | *21#                                 | #21#                                 | *#21#                                | |
| 30   | als Angerufener die Nummer des Anrufers angezeigt bekommen (CLIP)                                | | *30#                                 | #30#                                 | *#30#                                | |
| 31   | Unterdrückung der Übermittlung der Rufnummer (CLIR)                                              | | #31#Rufnummer                        | *31#Rufnummer                        | *#31#                                | #31#01781234567 unterdrückt die Anzeige der eigenen Rufnummer bei diesem einen Anruf |
|      |                                                                                                  | Bei separater Eingabe des Codes dreht sich die Bedeutung der Symbole * und # zum Ein-/Ausschalten außer der Reihe um und bezieht sich nicht auf das Merkmal der Unterdrückung der Rufnummernanzeige (CLIR), sondern auf das Einschalten der Rufnummernanzeige | #31#                                 | *31#                                 | *#31#                                | *31# schaltet die Rufnummernunterdrückung ein, die eigene Nummer wird dem Angerufenen also fortan nicht mehr angezeigt, erst mit #31# wird die Anzeige wieder aktiviert.                               |
| 37   | Rückruf bei besetzt (CCBS)                                                                       | im Mobilfunknetz der Telekom gültig | *37#                                 | #37#                                 | *#37#                                | |
| 43   | Anklopfen (CW)                                                                                   | falls Leistungsmerkmal vom Mobilfunkanbieter bereitgestellt | *43#                                 | #43#                                 | *#43#                                | |
| 61   | bedingte Umleitung nach Zeitintervall an Rufnummer (CFNR)                                        | mögliche Zeitintervalle sind 5, 10, 15, 20, 25 oder 30 Sekunden | **61*Rufnummer**Zeitintervall#       | ##61#                                | *#61#                                | **61*3311**20# (Kurzwahl im Telekom-Mobilfunknetz) Anrufweiterleitung nach 20 Sekunden aller ankommenden Anrufe auf die Mailbox                                                                        |
| 62   | bedingte Umleitung bei Nichterreichbarkeit (Hinweis: "*#62#" zeigt auch die eigene Rufnummer an) | | **62*Rufnummer#                      | ##62#                                | *#62#                                | **62*5500# (Kurzwahl im Vodafone-Mobilfunknetz) Anrufweiterleitung aller ankommenden Anrufe, wenn eigenes Handy nicht im Netz eingebucht ist, da kein Empfang besteht oder das Handy ausgeschaltet ist |
| 67   | bedingte Umleitung bei Besetzt (CFB)                                                             | | **67*Rufnummer#                      | ##67#                                | *#67#                                | **67*333# (Kurzwahl im O2-Mobilfunknetz) Anrufweiterleitung alle ankommenden Anrufe, wenn eigenes Handy besetzt und Anklopfen (CW) deaktiviert                                                         |